# Traité de Saint-Maur (1465)
Pour les articles homonymes, voir Traité de Saint-Maur.
Conflans (1465) Caen (1465)
Le traité de Saint-Maur est un traité, signé le 29 octobre 1465 à l’abbaye de Saint-Maur, actuellement à Saint-Maur-des-Fossés, et achève de régler la guerre de la Ligue du Bien public avec le traité de Conflans conclu le 5 octobre 1465.

## Historique
Le traité de Saint-Maur reprend les clauses du traité de Conflans, signé trois semaines auparavant avec le comte de Charolais. Il est signé avec les autres grands seigneurs coalisés contre le roi : Jean de Calabre, Jean V d'Armagnac, Jacques d'Armagnac-Nemours et Jean II de Bourbon.

## Principales clauses
Les clauses sont humiliantes et désastreuses pour Louis XI de France :
- il rend à Philippe le Bon les villes de la Somme, dont Péronne et Montdidier, et le comté de Guines ;
- il donne la Normandie à son frère Charles ;
- Louis de Luxembourg-Saint-Pol devient connétable de France.

L'exécution sincère des traités de Conflans et de Saint-Maur aurait conduit à la  ruine de la monarchie. Louis XI sans scrupule pour un acte consenti au milieu des dangers n'aspire qu'à les déchirer. En 1466 une réunion destinée à évoquer le Bien Public se tient à Paris et il n'est plus question des traités.